# Till sista andetaget
Till sista andetaget (originaltitel: À bout de souffle) är en fransk film från 1960, i regi av Jean-Luc Godard. Manuset till filmen är Godards adaption av François Truffauts originalmanuskript. Den tillhör de tidigaste och mest inflytelserika verken inom den franska nya vågen.
Det är Jean-Luc Godards första långfilm, som blev en milstolpe inom nya vågen-genren, bland annat för sitt användande av så kallade jump cuts, väldigt plötsliga bildväxlingar.

## Handling
Efter att ha stulit en bil och mördat en polis försöker Michel Poiccard (Jean-Paul Belmondo) rymma till Rom tillsammans med sin flickvän, journaliststudenten Patricia Franchini (Jean Seberg).

## Medverkande
- Jean-Paul Belmondo – Michel Poiccard
- Jean Seberg – Patricia Franchini, 20-årig amerikansk journaliststudent
- Daniel Boulanger – poliskommissarie Vital
- Henri-Jacques Huet – Antonio Berruti
- Roger Hanin – Carl Zumbach
- Van Doude – Van Doude, journalist vid New York Herald Tribune i Paris
- Liliane David – Lilane, kallas Minouche ("Grynet")
- Michel Fabre – Vitals medhjälpare
- Jean-Pierre Melville – Parvulesco, författaren som intervjuas på Orlyflygplatsen
- Claude Mansard – bilförsäljaren
- Jean-Luc Godard – mannen som upptäcker Michel i bilen genom fotot i tidningen
- Richard Balducci – Tolmachoff, mannen på resebyrån
- Philippe de Broca – statist
- Jean Domarchi – statist, mannen som blir nedslagen av Michel på toaletten
- Jean Douchet – statist
- Jean Herman – statist
- Andre S. Labarthe – statist
- Jacques Rivette – kroppen som blivit påkörd av en bil